# Koersbal op de Paralympische Zomerspelen 1968
De IIIe Paralympische Spelen werden in 1968 gehouden in Tel Aviv, Israël. De bedoeling was dat de spelen, net zoals de Olympische Spelen dat jaar in Mexico-Stad (Mexico) gehouden zouden worden. Maar de Mexicaanse regering zag ervan af vanwege de moeilijkheden die het met zich meebracht. 
Koersbal was een van de 10 sporten die op het programma stonden. Het stond dit jaar voor de eerste keer op het programma.

## Mannen
| Klasse      | land | Goud               | land | Zilver                      | land    | Brons                                          |
| ----------- | ---- | ------------------ | ---- | --------------------------- | ------- | ---------------------------------------------- |
| Paren       | GBR  | G. Monoghan Easton | RSA  | Daniel Erasmus Germishuizen | USA ITA | C. Sandglass Vincent Gambatesa Raimondo Longhi |
| Individueel | RSA  | Daniel Erasmus     | GBR  | Britton                     | USA CAN | Lionetti Schmid                                |

## Vrouwen
| Klasse      | land | Goud                  | land | Zilver               | land    | Brons                   |
| ----------- | ---- | --------------------- | ---- | -------------------- | ------- | ----------------------- |
| Paren       | GBR  | Gwen Buck J. Laughton | USA  | Rosalie Hixson Woods | FRA     | Guesnon Belasset        |
| Individueel | GBR  | Gwen Buck             | USA  | Soulek               | USA FRA | Rosalie Hixson Belasset |

Atletiek · Basketbal · Boogschieten · Dartchery · Gewichtheffen · Koersbal · Schermen · Snooker · Tafeltennis · Zwemmen
Tel Aviv 1968 ·
Heidelberg 1972 ·
Toronto 1976 ·
Arnhem 1980 ·
New York & Stoke Mandeville 1984 ·
Seoel 1988 ·
Atlanta 1996